# Oberbrechen
Oberbrechen ist ein Ortsteil der Gemeinde Brechen im mittelhessischen Landkreis Limburg-Weilburg.

## Geographische Lage
Oberbrechen liegt im Tal des Emsbachs im Goldenen Grund. Durch den Ort verläuft die Bundesstraße 8 und die Main-Lahn-Bahn, am südlichen Rand der länglich nach Osten gestreckten Gemarkung die A3 und die Schnellfahrstrecke Köln–Rhein/Main. Der östliche Zipfel der Gemarkung ist größtenteils von Wald bedeckt. Im Westen gibt es nur kleine Waldstücke und ansonsten vor allem landwirtschaftliche Nutzfläche. Der Ort selbst liegt auf etwa 150 Metern Höhe, während das Gelände nach Westen auf 230 und im Osten auf bis zu 275 Meter (Alteburg) ansteigt.
Die Oberbrechener Gemarkung grenzt im Nordwesten an Niederbrechen und nachfolgend im Uhrzeigersinn an Weyer, Münster, Eisenbach, Niederselters, Dauborn und Werschau.

## Geschichte

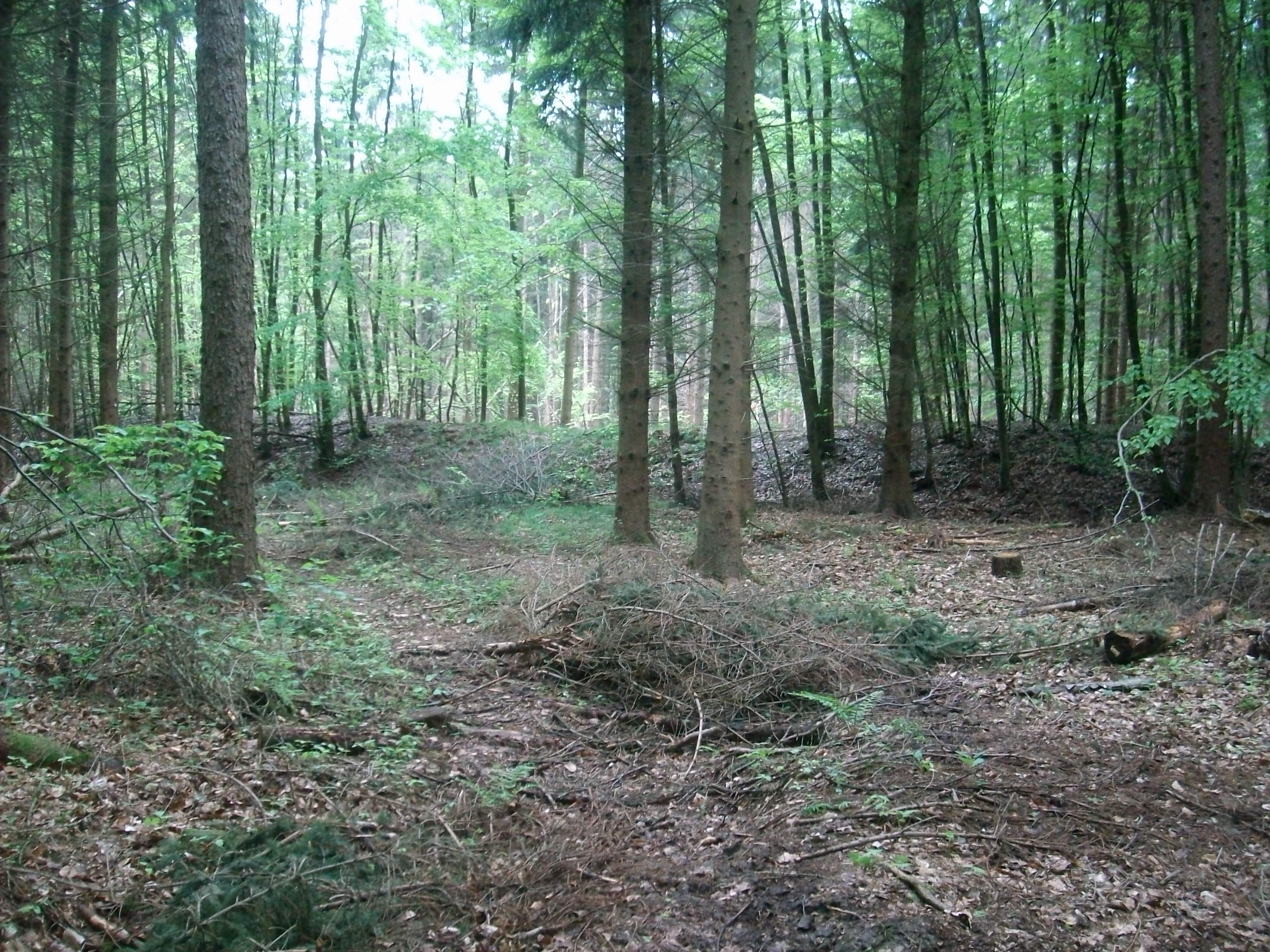
Römerlager „Alteburg“

### Ortsgeschichte
Die ältesten steinzeitlichen Funde in der Oberbrechener Gemarkung lassen sich der Michelsberger Kultur (5. und 4. Jahrtausend v. Chr.) zuordnen.
Östlich von Oberbrechen im sogenannten „Großen Wald“ findet sich eine Gruppe von rund 60 Hügelgräbern aus der Hallstattzeit. Direkt daneben liegen die Reste einer rechteckigen, offensichtlich zu militärischen Zwecken angelegten Wallanlage, „Alteburg“ genannt. Im 19. Jahrhundert und im 20. Jahrhundert ging man wegen der Form und der relativ guten Erhaltung davon aus, dass es sich um eine frühneuzeitliche Schanzanlage handeln müsse. Untersuchungen aus dem Jahr 1999 und zum Teil bei Raubgrabungen aufgefundene Münzen legen jedoch eine Errichtung der Anlage zu römischer Zeit nahe. Sichere Erkenntnisse liegen bislang jedoch nicht vor.
In der ältesten bekannten urkundlichen Erwähnung des Orts in einer Schenkungsurkunde an das Kloster Lorsch aus dem Jahr 772 ist von Brachina die Rede, ohne Unterscheidung zwischen Ober- und Niederbrechen. Der im Jahr 910 erwähnte Fronhof Brichene lag aber mit Sicherheit im Gebiet des heutigen Oberbrechens. Damals ging er an Konrad Kurzbold über, der die Einnahmen für seine Stiftsgründung in Limburg verwenden sollte. Ab diesem Zeitpunkt gehörte Oberbrechen zur Herrschaft Limburg. Im Jahr 1344 wurde der Ort zunächst zur Hälfte an Kurtrier verpfändet, bevor er 1420 wie die gesamte Herrschaft Limburg ganz an das damalige Erzbistum Trier fiel.
Spätestens im Jahr 1148 besaß der Ort eine Kirche. 1652 wurde das im Dreißigjährigen Krieg zerstörte Gotteshaus neu erbaut und den Sieben Schläfern von Ephesus gewidmet. Nach einer mehr als 20-jährigen Bauphase war 1737 eine Erweiterung der Kirche fertiggestellt.
Nach erneut rund 30-jähriger Vorbereitung begann, nach den Plänen der Frankfurter Architekten Hans (1872–1952) und Christoph Rummel (1881–1961), der dritte Erweiterungsbau, der im gleichen Jahr (1933) fertiggestellt wurde.
Die ersten Anordnungen der Verhütung eines Brandes im Zusammenhang mit häuslichen Feuerstätten in Textform im Kurfürstentum Trier vom 9. Mai 1721 führten auch in Oberbrechen zu erheblichen Verbesserungen der Bauweise der Gebäude.
Hessische Gebietsreform (1970–1977)
Zum 31. Dezember 1971 fusionierten bis dahin selbstständigen Gemeinden Niederbrechen und Werschau im Zuge der Gebietsreform in Hessen freiwillig zur neuen Gemeinde Brechen. Oberbrechen kam am 1. April 1974 kraft Landesgesetz hinzu.
Ortsbezirke nach der Hessischen Gemeindeordnung wurden nicht errichtet.

### Verwaltungsgeschichte im Überblick
Die folgende Liste zeigt die Staaten und Verwaltungseinheiten, denen Oberbrechen angehört(e):
- vor 1803: Heiliges Römisches Reich, Kurfürstentum Trier, Unteres Erzstift, Amt Limburg, Gericht Oberbrechen
- ab 1803: Heiliges Römisches Reich, Fürstentum Nassau-Weilburg,[Anm. 2] Amt Limburg
- ab 1806: Herzogtum Nassau,[Anm. 3] Amt Limburg
- ab 1849: Herzogtum Nassau, Kreisamt Limburg[Anm. 4]
- ab 1854: Herzogtum Nassau, Amt Limburg
- ab 1867: Norddeutscher Bund,[Anm. 5] Königreich Preußen,[Anm. 6] Provinz Hessen-Nassau, Regierungsbezirk Wiesbaden, Unterlahnkreis[Anm. 7]
- ab 1871: Deutsches Reich, Königreich Preußen, Provinz Hessen-Nassau, Regierungsbezirk Wiesbaden, Unterlahnkreis
- ab 1886: Deutsches Reich, Königreich Preußen, Provinz Hessen-Nassau, Regierungsbezirk Wiesbaden, Kreis Limburg
- ab 1918: Deutsches Reich (Weimarer Republik), Freistaat Preußen, Provinz Hessen-Nassau, Regierungsbezirk Wiesbaden, Kreis Limburg
- ab 1944: Deutsches Reich, Freistaat Preußen, Provinz Nassau, Kreis Limburg
- ab 1945: Amerikanische Besatzungszone,[Anm. 8] Groß-Hessen, Regierungsbezirk Wiesbaden, Kreis Limburg
- ab 1949: Bundesrepublik Deutschland, Land Hessen, Regierungsbezirk Wiesbaden, Kreis Limburg
- ab 1968: Bundesrepublik Deutschland, Land Hessen, Regierungsbezirk Darmstadt, Kreis Limburg
- ab 1974: Bundesrepublik Deutschland, Land Hessen, Regierungsbezirk Darmstadt, Landkreis Limburg-Weilburg, Gemeinde Brechen[Anm. 9]
- ab 1981: Bundesrepublik Deutschland, Land Hessen, Regierungsbezirk Gießen, Landkreis Limburg-Weilburg, Gemeinde Brechen

## Bevölkerung

### Einwohnerentwicklung
| Oberbrechen: Einwohnerzahlen von 1834 bis 2020 | Oberbrechen: Einwohnerzahlen von 1834 bis 2020 | Oberbrechen: Einwohnerzahlen von 1834 bis 2020 | Oberbrechen: Einwohnerzahlen von 1834 bis 2020 | Oberbrechen: Einwohnerzahlen von 1834 bis 2020 |
| --- | ---------------------------------------------- | ---------------------------------------------- | ---------------------------------------------- | ---------------------------------------------- |
| Jahr |                                                |                                                |                                                | Einwohner                                      |
| 1834 | 1834                                           |                                                | 942                                            | 942                                            |
| 1840 | 1840                                           |                                                | 1.026                                          | 1.026                                          |
| 1846 | 1846                                           |                                                | 1.077                                          | 1.077                                          |
| 1852 | 1852                                           |                                                | 1.060                                          | 1.060                                          |
| 1858 | 1858                                           |                                                | 1.107                                          | 1.107                                          |
| 1864 | 1864                                           |                                                | 1.181                                          | 1.181                                          |
| 1871 | 1871                                           |                                                | 1.233                                          | 1.233                                          |
| 1875 | 1875                                           |                                                | 1.306                                          | 1.306                                          |
| 1885 | 1885                                           |                                                | 1.306                                          | 1.306                                          |
| 1895 | 1895                                           |                                                | 1.237                                          | 1.237                                          |
| 1905 | 1905                                           |                                                | 1.303                                          | 1.303                                          |
| 1910 | 1910                                           |                                                | 1.281                                          | 1.281                                          |
| 1925 | 1925                                           |                                                | 1.336                                          | 1.336                                          |
| 1939 | 1939                                           |                                                | 1.353                                          | 1.353                                          |
| 1946 | 1946                                           |                                                | 1.703                                          | 1.703                                          |
| 1950 | 1950                                           |                                                | 1.746                                          | 1.746                                          |
| 1956 | 1956                                           |                                                | 1.685                                          | 1.685                                          |
| 1961 | 1961                                           |                                                | 1.797                                          | 1.797                                          |
| 1967 | 1967                                           |                                                | 1.910                                          | 1.910                                          |
| 1970 | 1970                                           |                                                | 2.004                                          | 2.004                                          |
| 1978 | 1978                                           |                                                | 2.073                                          | 2.073                                          |
| 1980 | 1980                                           |                                                | 2.086                                          | 2.086                                          |
| 1985 | 1985                                           |                                                | 2.112                                          | 2.112                                          |
| 1991 | 1991                                           |                                                | 2.102                                          | 2.102                                          |
| 1995 | 1995                                           |                                                | 2.072                                          | 2.072                                          |
| 2000 | 2000                                           |                                                | 2.052                                          | 2.052                                          |
| 2011 | 2011                                           |                                                | 2.007                                          | 2.007                                          |
| 2015 | 2015                                           |                                                | 1.998                                          | 1.998                                          |
| 2020 | 2020                                           |                                                | 1.926                                          | 1.926                                          |
| Datenquelle: Historisches Gemeindeverzeichnis für Hessen: Die Bevölkerung der Gemeinden 1834 bis 1967. Wiesbaden: Hessisches Statistisches Landesamt, 1968. Weitere Quellen: LAGIS; Gemeinde Brechen; Zensus 2011 |                                                |                                                |                                                |                                                |

### Einwohnerstruktur 2011
Nach den Erhebungen des Zensus 2011 lebten am Stichtag dem 9. Mai 2011 in Oberbrechen 2007 Einwohner. Darunter waren 69 (3,4 %) Ausländer.
Nach dem Lebensalter waren 351 Einwohner unter 18 Jahren, 807 zwischen 18 und 49, 753 zwischen 50 und 64 und 780 Einwohner waren älter.
Die Einwohner lebten in 873 Haushalten. Davon waren 261 Singlehaushalte, 255 Paare ohne Kinder und 282 Paare mit Kindern, sowie 63 Alleinerziehende und 12 Wohngemeinschaften. In 216 Haushalten lebten ausschließlich Senioren und in 582 Haushaltungen lebten keine Senioren.

### Historische Religionszugehörigkeit
| • 1885: | 017 evangelische (= 1,30 %), 1265 katholische (= 96,86 %). 24 jüdische (= 1,84 %) Einwohner |
| • 1961: | 135 evangelische (= 7,51 %), 1651 katholische (= 91,88 %) Einwohner                         |

## Wappen
Das Wappen wurde am 17. September 1955 durch das Hessische Innenministerium genehmigt.
| Wappen von Oberbrechen | Blasonierung: „Im silbernen Schild ein rotes durchgehendes Kreuz, belegt mit einem Herzschild mit sieben roten Rosen mit goldenen Butzen und grünen Blättern.“ |
| Wappen von Oberbrechen | |

## Kultur und Sehenswürdigkeiten

### Bauwerke
Über die in der Ortsmitte befindliche Kirche der Hl. Sieben Brüder hinaus verfügt der Ort über mehrere Kapellen. Hierzu zählen die denkmalgeschützte Muttergotteskapelle, die Marienkapelle und die Antoniuskapelle.

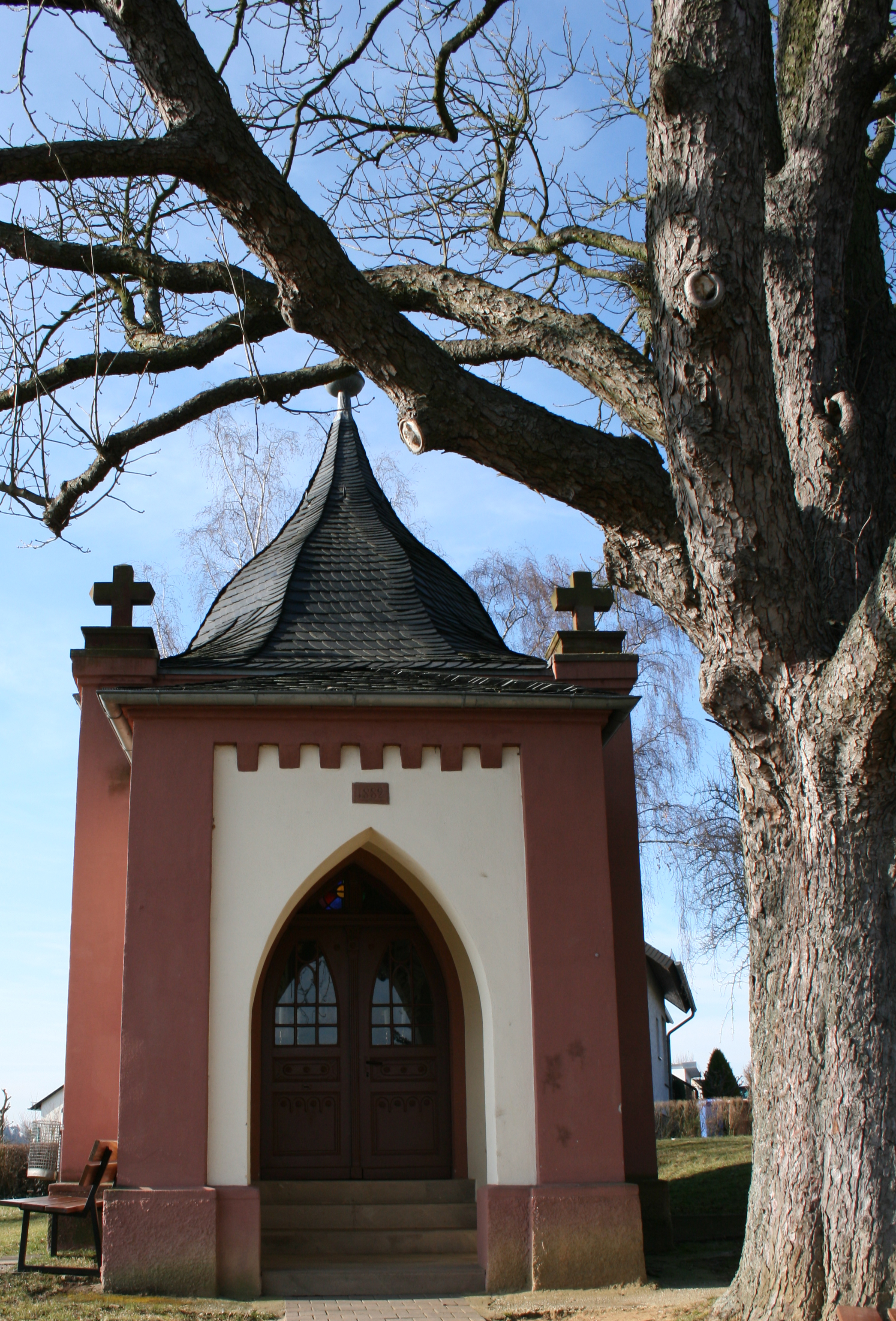
Antoniuskapelle
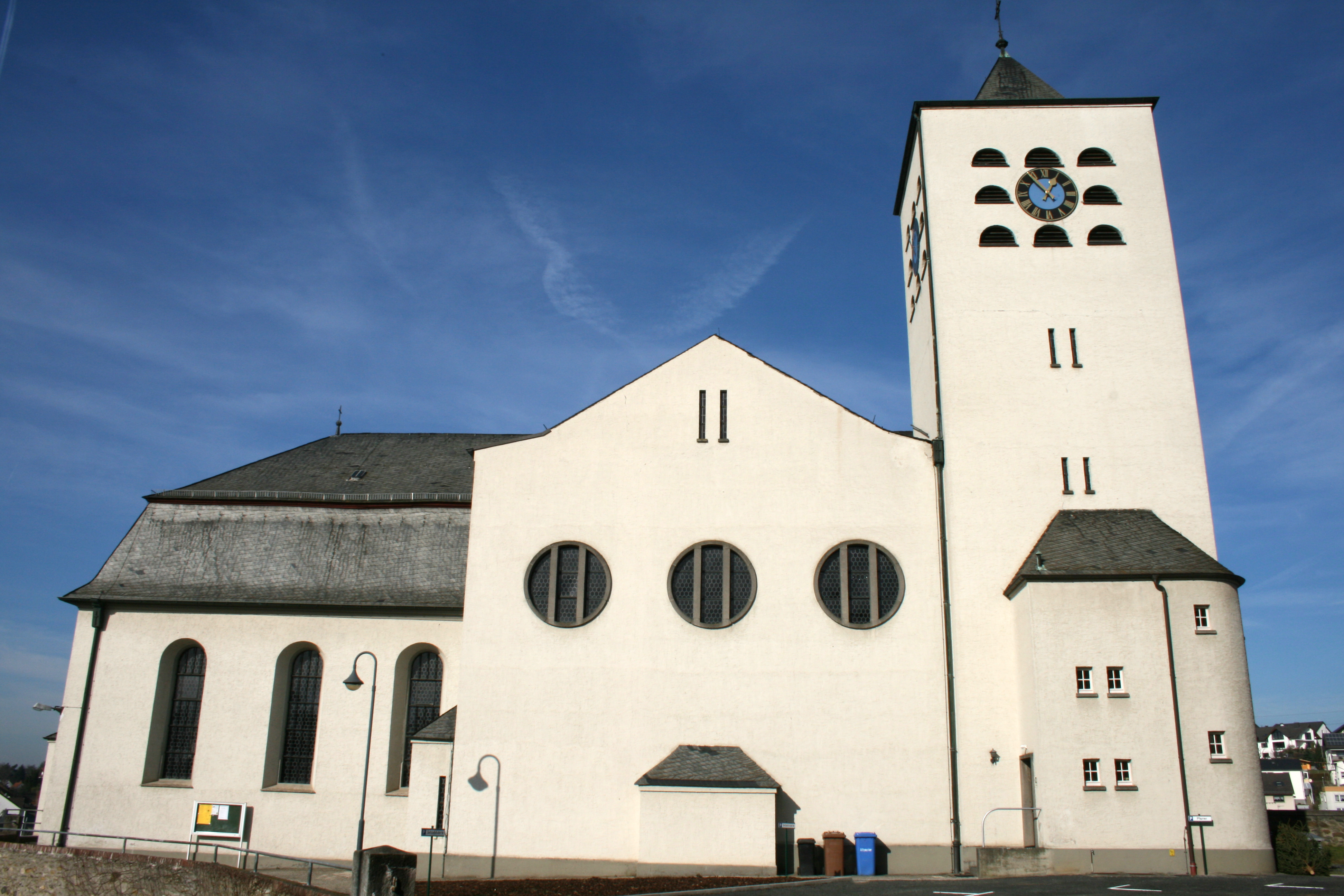
Kirche der Hl. Sieben Brüder, Außenansicht
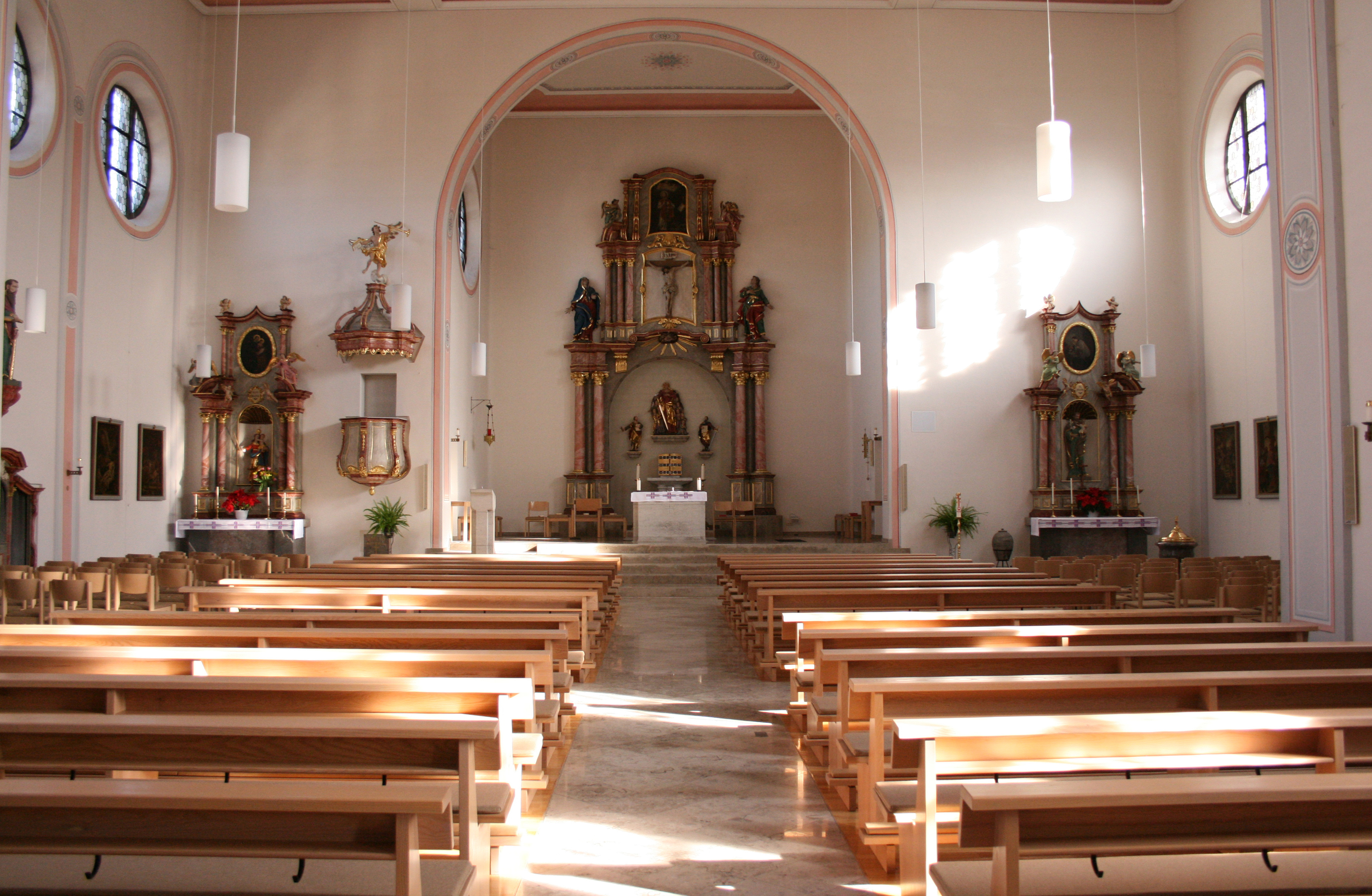
Kirche der Hl. Sieben Brüder, Innenansicht
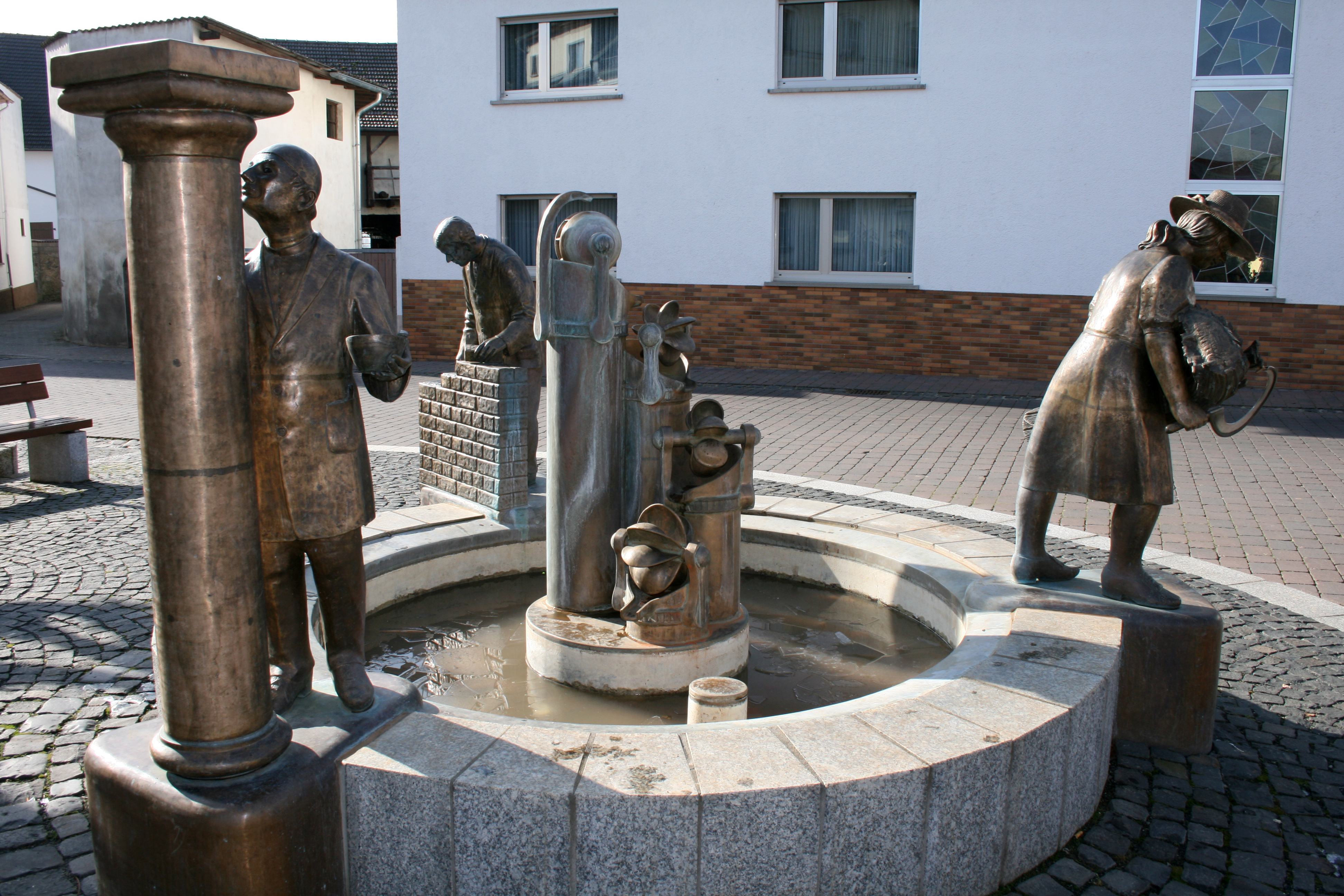
Brunnen am Denkmalsplatz
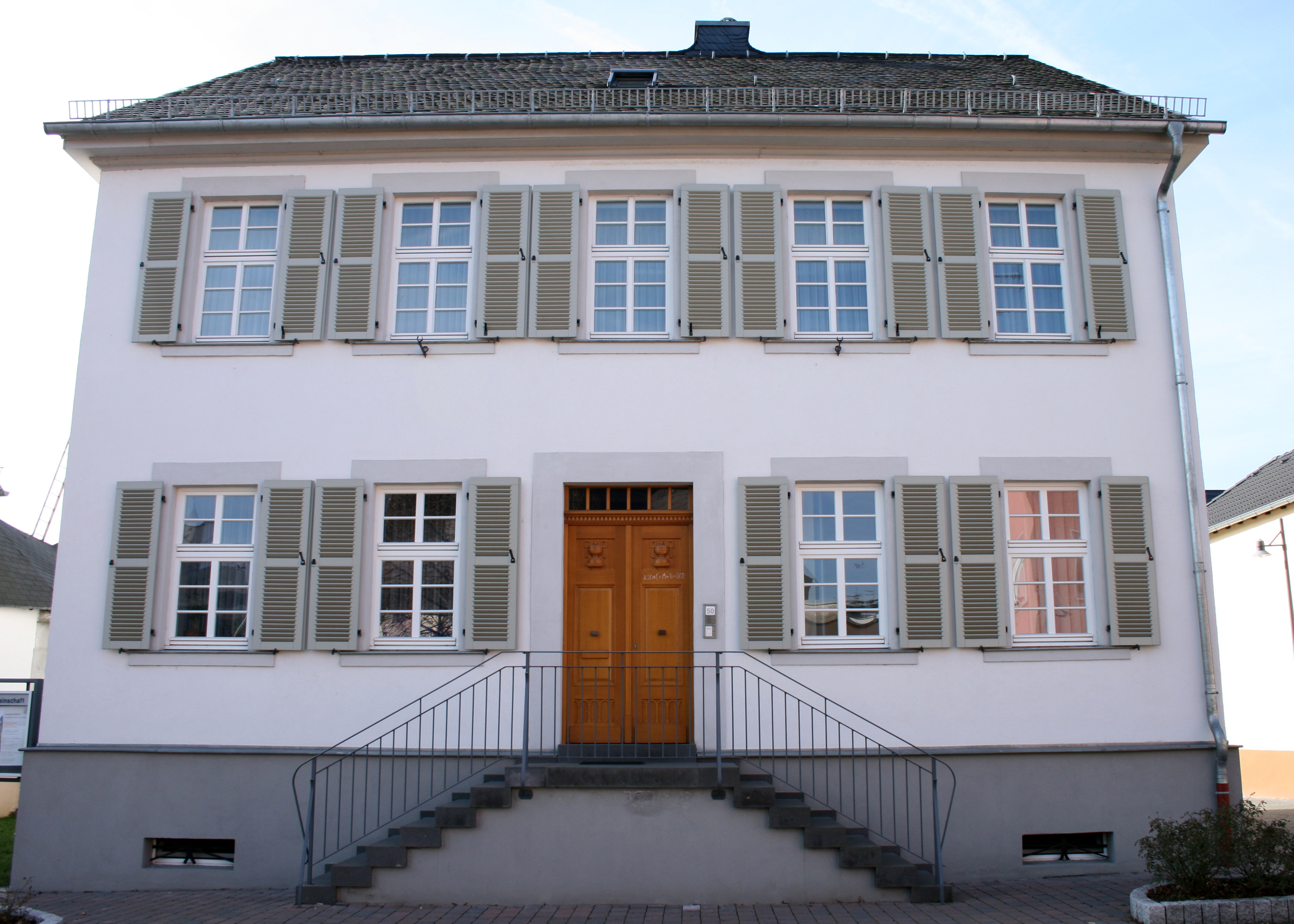
Altes Pfarrhaus
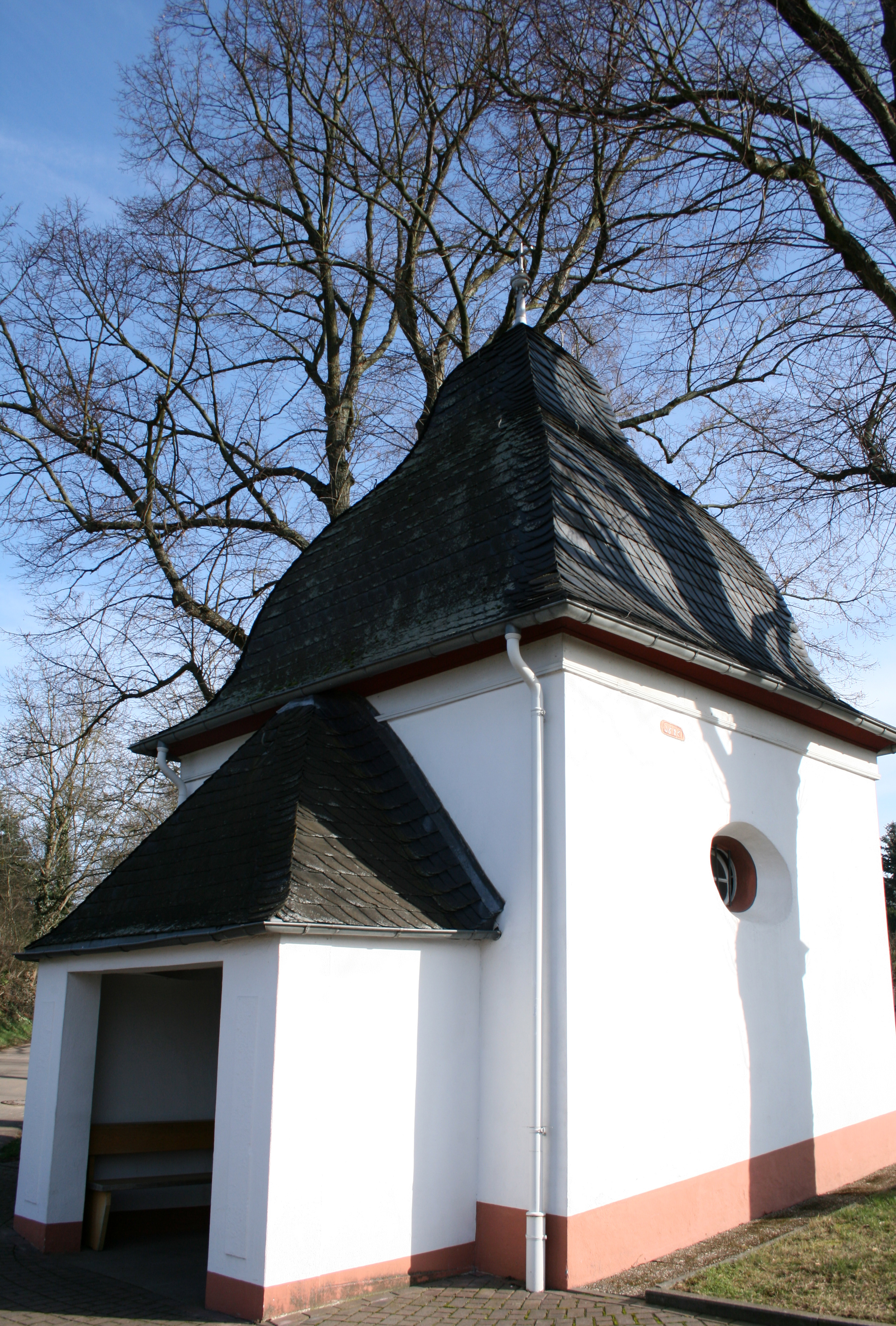
Muttergotteskapelle am Friedhof
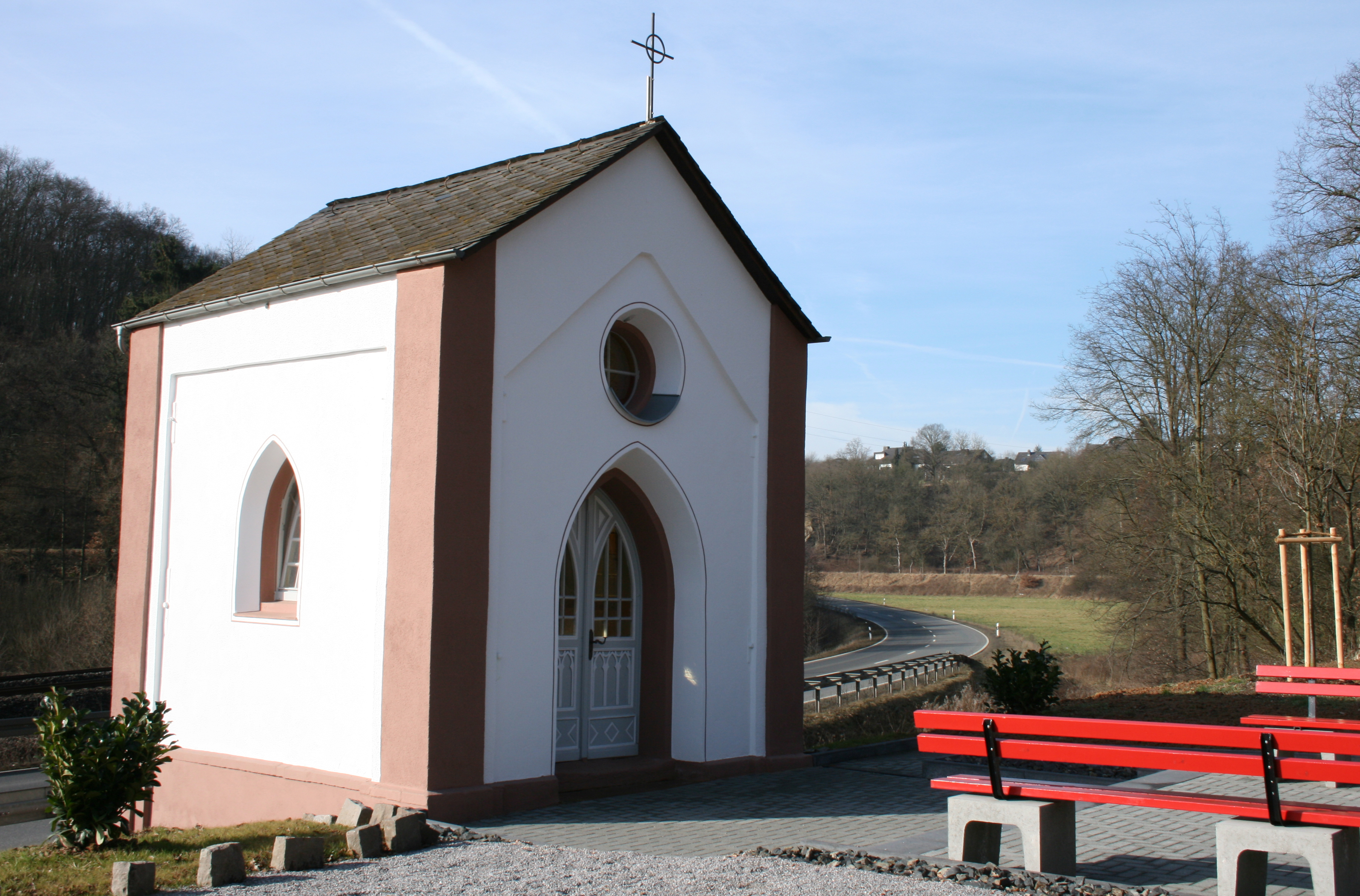
Mariahilfkapelle

### Vereine
- Förderverein Grundschule
- Freiwillige Feuerwehr, gegründet 1895 (seit 1972 mit Musikzug und seit dem 1. März 1988 mit Jugendfeuerwehr)
- Katholische Frauengemeinschaft
- Katholische Jugend
- MGV Eintracht 1867 Oberbrechen e. V.
- Musikverein 1947 Oberbrechen – Salonorchester
- Obst- und Gartenbauverein
- Rasse- und Ziergeflügelzuchtverein 1961
- Schützenverein Hubertus
- Tennisclub TC 77 Brechen
- Tischtennisclub 68
- Turn- und Sportgemeinde 1899
- Verschönerungsverein

## Wirtschaft und Infrastruktur

### Einrichtungen
- Freiwillige Feuerwehr Oberbrechen, gegr. 1895 (seit 1972 mit Musikzug und seit dem 1. März 1988 mit Jugendfeuerwehr)
- Grundschule Oberbrechen
- Katholische öffentliche Bücherei Oberbrechen
- Kindertagesstätte Oberbrechen
- Kreisvolkshochschule Außenstelle Brechen

### Freizeitmöglichkeiten

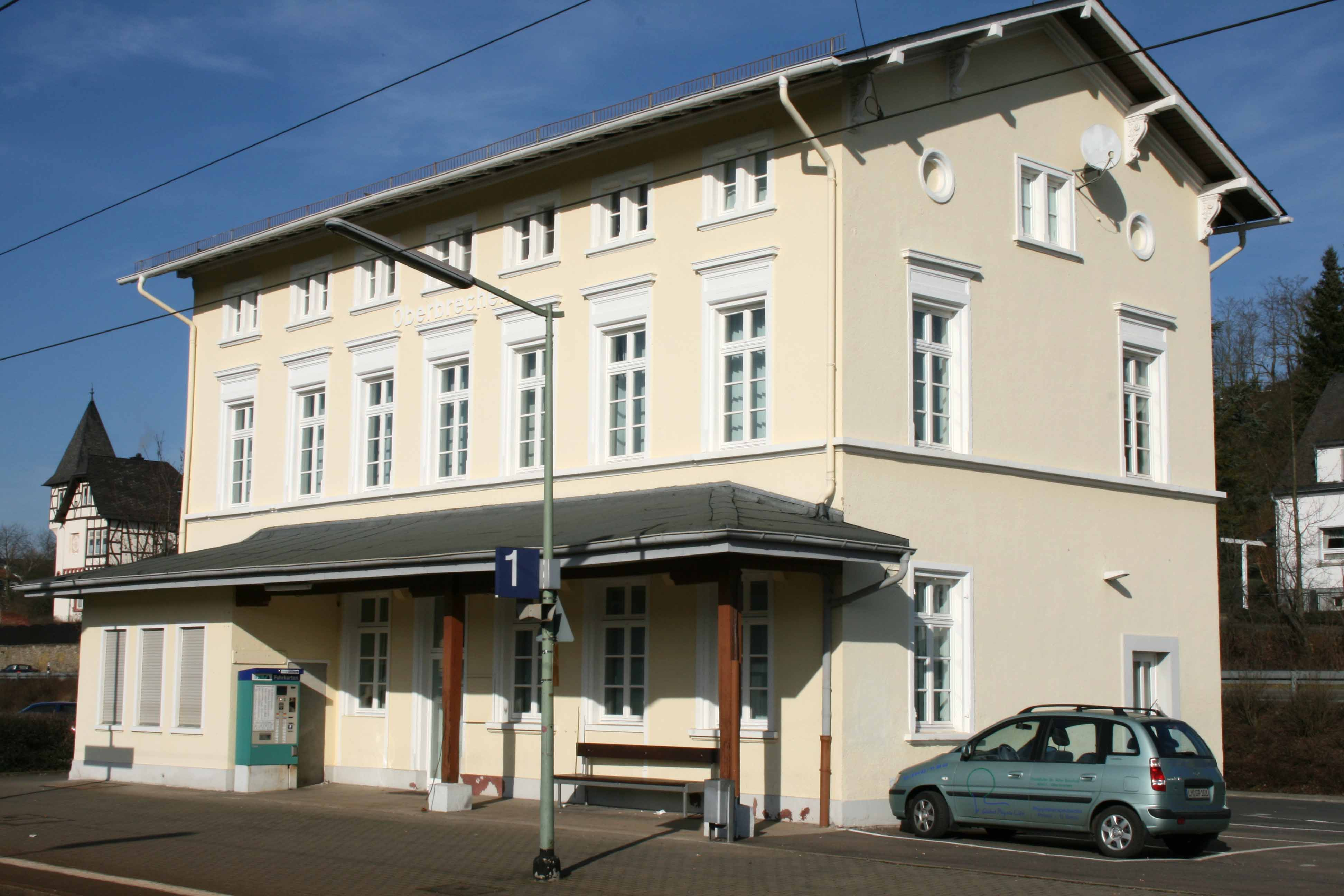
Bahnhof Oberbrechen

- Emstalhalle
- Turnhalle
- Sportplatz
- Grillplatz „Hengel“

### Verkehr
Der Haltepunkt Oberbrechen liegt an der Main-Lahn-Bahn. Zudem liegt der Ort an der B 8.

## Persönlichkeiten

### Söhne und Töchter von Oberbrechen
- Albert Otto (1885–1975), Kunstmaler
- Joseph Neuhäuser (1890–1949), Komponist und Musiker
- Jakob Sabel (1911–1950), Opernsänger
- Josef Kramm (1925–2004), 1972–1974 letzter Bürgermeister von Oberbrechen, 1974–1980 Bürgermeister von Brechen, gründete 1978 den historischen Arbeitskreis „Goldener Grund“ und 1979 den Freundeskreis Berger Kirche e. V.
- Karl Jung (1930–2005), Staatssekretär und Träger des Bundesverdienstkreuzes, „Vater der Pflegeversicherung“

### In Oberbrechen haben gewirkt
- Peter Joseph Blum (1808–1884), katholischer Pfarrer in Oberbrechen und Bischof von Limburg
- Joseph Faust (1856–1919), katholischer Pfarrer in Oberbrechen und Autor zahlreicher Lustspiele, Schwänke und Dramen